# Government House (St. Lucia)
Government House ist der Amtssitz des Generalgouverneurs von St. Lucia, dem Inselstaat der Karibik. Das Government House steht auf der Anhöhe des Morne Fortune bei Castries.
Das erste Government House, das an dieser Stelle errichtet worden war, wurde 1817 durch einen Hurrikan zerstört, noch bevor der Bau abgeschlossen war. Ein zweites Gebäude wurde aus Holz errichtet und 1819 fertiggestellt. Dieses Gebäude verfiel und wurde 1865 aufgegeben. Das Government House wurde daraufhin in eine ungenutzte Kaserne verlegt.
Der Bau des heutigen Ziegel-Gebäudes an Stelle des ehemaligen wurde 1894 begonnen und ein Jahr später vollendet. Ursprünglich diente es als Wohnung und Amtssitz der Commissioner von Saint Lucia bis 1958, dann für die Administratoren. Seit 1967 wurde das Government House als Sitz des „Governors of Saint Lucia“ und seit der Unabhängigkeit 1979 als Sitz des Governors-General genutzt.
Anlässlich der UN-Klimakonferenz in Paris 2015 verkündete die Regierung von St. Lucia, dass sie eine Solaranlage in Partnerschaft mit der non-profit-Organisation Solar Head of State auf dem Gebäude anbringen werde, um ein Zeichen für die Wichtigkeit erneuerbarer Energien zu setzen.